# Chloroclystis macroaedeagus
Chloroclystis macroaedeagus là một loài bướm đêm trong họ Geometridae.